# Rezervația peisagistică Voloca–Verbca
Rezervația peisagistică Voloca-Verbca este o arie protejată, situată între satele Sadova din raionul Călărași și Rassvet din raionul Strășeni, Republica Moldova (ocolul silvic Pitușca, Voloca Verbca, parcelele 45-48). Are o suprafață de 407 ha. Obiectul este administrat de Gospodăria Silvică de Stat Călărași.

## Clasificare
Aria naturală a fost înființată în etajul deluros de cvercete și șleauri (FD2) cu trei tipuri de stațiune:
- deluros de cvercete cu gorunete de silvostepă, productivitate inferioară, cu cernoziom brun și cenușiu argiloiluvial, edafic mic;
- deluros cu cvercete cu șleauri cu gorun, productivitate superioară/mijlocie, sol cenușiu pseudogleizat și brun argiloilunial pseudogleizat, edafic mare;
- deluros de cvercete cu gorunete, goruneto-șleauri, productivitate superioară/mijlocie, sol cenușiu, edafic mare.

Au fost identificate opt tipuri de pădure:
- gorunet de silvostepă;
- amestec de gorun cu stejar pufos;
- goruneto-șleau de productivitate superioară;
- gorunet normal cu floră de mull;
- gorunet cu floră de mull de productivitate mijlocie;
- goruneto-șleau de productivitate medie;
- stejareto-goruneto-șleau de productivitate mijlocie
- deluros de cvercete cu gorunete.